# يوسيإي أوغاساوارا
يوسيإي أوغاساوارا (باليابانية: 小笠原 侑生) (16 أبريل 1988 في ماتسوياما في اليابان – )؛ هو لاعب كرة قدم ياباني سابق كان يلعب كلاعب وسط.

## وصلات خارجية
- يوسيإي أوغاساوارا على موقع رابطة كرة القدم اليابانية للمحترفين (اليابانية)
- يوسيإي أوغاساوارا على موقع قاعدة بيانات كرة القدم.إي يو (الإنجليزية)
- يوسيإي أوغاساوارا على موقع Soccerway.com (الإنجليزية)